# ホセイン・ファーゼリー
ホセイン・ファーゼリー（ペルシア語: حسين فاضلي、Hossein Fazeli、1993年6月12日 - ）は、イランのプロサッカー選手。ペルシアン・ガルフ・プロリーグのSCダーマーシュ所属。ポジションはFW、MF。U-23サッカーイラン代表。ネイシャーブール出身。
日本語ではホセイン・ファゼリと表記されることがある。

## 来歴

### クラブ
2014-2015シーズンからセパハン（セパーハーン）に所属。

### 代表
AFC U-19選手権2012出場、同選手権の対日本戦で2点目のゴールを決めている。
U-23西アジアサッカー選手権2015の優勝メンバーで、同選手権では対バーレーン戦で1ゴールを記録した。

## タイトル
クラブ
- フーラッド・モバラケ・セパハン

ペルシアン・ガルフ・プロリーグ 2014-2015
代表
U-23西アジアサッカー選手権2015